# Smith-Lemli-Opitz syndrom
Smith-Lemli-Opitz syndrom (även SLOS eller SLO-syndrom) en medfödd ämnesomsättningsrubbning som först beskrevs år 1964 av tre läkare som även givit syndromet dess namn och som år 1993 fick klarlagt orsakssamband. Barnen har nedsatt och varierande förmåga att bilda kolesterol. Variationerna mellan olika barn vad gäller symtom och svårighetsgrad är stora. Funktionsnedsättningarna som syndromet orsakar varierar från mindre grava (där barn kan gå och äta själva) till svåra funktionsnedsättningar. Svårighetsgraden varierar geografiskt, i Norden dominerar varianten med svåra funktionsnedsättningar.

## Syndromets kännetecken
Under graviditeten har de flesta som väntat ett barn med SLO känt få och svaga fosterrörelser. Fosterrörelserna har också kommit sent i graviditeten. Det har ofta varit en minskad mängd fostervatten. Vid ultraljud har noterats litet huvudomfång på fostret. Avvikande rörelsemönster och skelettmissbildningar har ibland kunnat ses vid specialultraljud. Sätesbjudning har varit vanligt.
Det nyfödda barnet har ibland haft låg födelsevikt. Barnets sug- och sväljreflexer har ofta varit svaga eller saknats. Det är vanligt med matningssvårigheter; sondmatning behöver ofta tillgripas.
Barn med SLO-syndromet har ett speciellt utseende med litet huvud, tunga ögonlock, veck vid inre ögonvrån, bred nässpets med uppåtvända näsborrar, liten haka, lågt sittande öron och kort hals. Ofta förekommer högt gomvalv, ibland gomspalt.
På fötterna är andra och tredje tån delvis hopväxta. Barnen har korta tummar och ibland fyrfingerfåra i handen. Ibland förekommer extra fingrar och tår.
Pojkar har ofta små könsorgan och det kan vara svårt att fastställa kön. Det förekommer att pojkar har testiklar som inte vandrat ner. En del har också urinrör på undersidan av penis (hypospadi).
Vissa barn har bröstvårtor som sitter långt isär och skelettmissbildningar. Hjärtfel förekommer liksom kramper (epilepsi). Barnen har ofta låg muskeltonus som med åldern kan bli förhöjd.

## Många olika funktionshinder
De flesta barn med Smith-Lemli-Opitz syndrom har flera funktionshinder. Barnen är måttligt till svårt utvecklingsstörda. Få barn utvecklar vanligt tal, men de flesta kan göra sig förstådda med hjälp av tecken eller kroppsspråk. Nästan alla har svåra rörelsehinder och behöver mycket sjukgymnastik och bra hjälpmedel.
Barnen har, särskilt de första åren, svårt att suga och svälja och få i sig maten. Matningen av barnen är tidskrävande och många sondmatas långt upp i åren. Barnen kräks ofta i början, och har också problem med att gå upp i vikt. Hjälp av dietist behövs för att bedöma näringsbehovet. Många barn har förstoppningar omväxlande med diarréer.
Sömnsvårigheter har nästan alla, med långa vakna perioder på nätterna. De flesta är mycket infektionskänsliga och drabbas av täta lunginflammationer och öroninflammationer. Allergier förekommer också, t.ex. komjölksallergi. Flera är mycket känsliga för solljus. Syn- och hörselnedsättningar är vanliga. Vissa barn kan ha hormonella störningar. Många är känsliga för beröring på händer och fötter.